# Fiona Morgenstern
Pour les articles homonymes, voir Morgenstern.
Fiona Morgenstern née le 7 avril 1996, est une joueuse néerlandaise de hockey sur gazon. Elle évolue au poste de milieu de terrain au HC Oranje-Rood et avec l'équipe nationale néerlandaise.

## Carrière
- Elle a fait ses débuts en équipe première le 10 novembre 2021 contre la Belgique à Amsterdam lors de la Ligue professionnelle 2021-2022[1].

## Palmarès
- : 1re à l'Euro U21 2017.
- : 2e à la Ligue professionnelle 2021-2022.